# Тора! Тора! Тора!
„Тора! Тора! Тора!“ (на английски: Tora! Tora! Tora!) е американско-японски военен филм от 1970 г., пресъздаващ събитията преди и по време на нападението над Пърл Харбър. Заглавието е образувано от съчетание от кодовите думи, използвани от японците за отбелязване на постигането на пълна изненада при атаката. 虎 (тора) е и японската дума за тигър, но в този случай, то е първата сричка от японската дума 突撃 (тоцугеки), превеждаща се като „атака“ или „нападение“, а ра – първите букви от 雷撃 (райгеки) (означаваща „торпедна атака“).

## Сюжет
Внимание:  Текстът по-долу разкрива сюжета на произведението (или части от него)!
Филмът започва с церемонията по смяната на главнокомандващия на японския Обединен флот – Зенго Йошида с новоназначения на този пост адмирал Исороку Ямамото, на борда на линейния кораб „Нагато“. Двамата обсъждат въведеното от САЩ ембарго за внос на суровини за Япония. Докато те застават зад мнението, че война със Съединените щати би била пълна катастрофа за тях, политиците и милитаристите в Токио в същото време се стремят към съюз с Германия и чертаят военни планове. С Тихоокеанския флот на САЩ в Пърл Хърбър, описван като „нож, насочен към гърлото на Япония“, Ямамото дава заповеди за разработването на превантивен удар, вярвайки, че единствената надежда на Япония е да унищожи американския флот още в началото на военните действия.
За разработката на плана е извикан известният щабен офицер от военновъздушните сили Генда Минору. Той уточнява и най-малките детайли на плана, включително денят, часът и посоката от която да дойде атаката, оптималния брой кораби и самолети, дори разработването на нов тип торпедо (пристанището на Пърл Харбър е дълбоко само 40 фута, а тогавашните торпеда на японските самолети първоначално са потъвали до 75 фута).
В същото време във филма се редуват и сцени от Вашингтон и Пърл Харбър. В американската столица разузнаването на САЩ е постигнало голям успех, разбивайки японския Пурпурен код - нещо, което позволява разчитането на съобщения, които японците считат за секретни. Съдържанието на разчетните радиотелеграми поражда основателни страхове за японска атака и разузнаването обръща внимание на Белия дом, който обаче подхожда към това с голямо пренебрежение, разчитайки на водените преговори с японския посланик. Все пак е отдадена заповед в Пърл Харбър да се увеличи броят на въздушните патрули и да се премине към пълна бойна готовност. В самата база, адмирал Кимел и генерал Шорт правят всичко възможно да усилят отбраната. Шорт нарежда самолетите да се съберат в средата на летищата, а не да са разпръснати по краищата им, опасявайки се от саботажи. Малко на брой изтребители са изпратени до други, отдалечени летища. Шорт също така нарежда да се задействат новите радарни станции, преодолявайки и някои бюрократични пречки.
От своя страна, Ямамото са опитва да избегне атаката и обвинява командването на японската армия за желанието му за война, когато все още има възможност за мир. Той настоява, че САЩ са могъщ противник, който е твърде опасно да бъде провокиран. Според него, унищожаването на американския флот и дори окупирането на Хаваите няма да са достатъчни – единствения начин Япония да победи в бъдеща война е да диктува условията на стълбите на Белия дом (т.е. да нахлуе и завладее континенталната част на САЩ) – нещо, което той откровено смята за невъзможно.
Напрежението в дипломатическите отношения се покачва бързо – японския посланик във Вашингтон настойчиво пита Токио за инструкции в мирните преговори, но не получава такива. Главнокомандващият на японската армия - генерал Тоджо, отхвърля всяка възможност за постигане на мирно решение. Вместо това, на 6 декември до японското посолство е изпратено съобщение в 13 части, което предупреждава, че последната, 14-а част ще бъде получена точно в 1300 ч. вашингтонско време на следващия ден. След получаването ѝ всички шифри и шифровъчни машини трябва да се унищожат.
Американското разузнаване разшифрова по-бързо съобщението, отколкото японците. Опитите им да предупредят Департамента по отбраната и Белия дом обаче не получават никаква реакция. Адмирал Старк също получава предупреждението, но решава преди да предупреди базата на Хаваите, първо да информира за това президента. Най-накрая, в 1130 ч. вашингтонско време, полковник Братън убеждава генерал Джордж Маршал – началник-щаб на американската армия, за вероятна предстояща атака и той дава заповед Пърл Харбър (и всички други тихоокеански бази) да бъдат информирани за това.
На Хаваите обаче, поредицата от грешки и пренебрегвенето на очевидната опасност продължава. Рано сутринта на 7 декември американски миноносец забелязва и унищожава японска подводница, опитваща се да се промъкне в пристанището. Съобщението за това е пренебрегнато от офицера на брега, който го получава - той отдава това на недостатъчния опит на новоназначения капитан на кораба. Малко след 700 ч. хавайско време (13 00ч. вашингтонско) патрулът на една от радарните станции забелязва голям брой самолети, приближаващи острова. Лейтенантът, който получава съобщението, също не му отдава значение, мислейки, че това са американски самолети Б-17, идващи от континента. „Не се тревожете за това“ – казва той с уморен глас и затваря слушалката.
Японицте възнамеряват да прекъснат преговорите във Вашингтон точно на обяд. Шифровчикът в посолството обаче е доста бавен и не успява да разшифрова последната, 14-а част, достатъчно бързо. Последният опит да бъде предупредена базата пропада поради това, че телеграмата не е маркирана „спешно“ и е получена от командирите едва след атаката. Атакуващите японски пилоти са изненадани от липсата на противовъздушен огън. Водачът на атаката изпраща по радиото до самолетоносачите известната фраза „Тора! Тора! Тора!“, с която показва за пълната изненада, която е постигната при атаката.
В следващите кадри е проследена атаката на самото пристанище, като е показана и неефективната и разпокъсана отбрана на американците. Катастрофалните щети са проследени до детайли – унищожаването на самолетите, събрани накуп в центъра на летищата, напускането на потъващите кораби и др. В същото време, японския адмирал Нагумо отказва да изпрати трета вълна от самолети към Пърл Харбър, не желаейки да изложи самолетоносачите си на опасност. В края на атаката, на фона на пламъците от горящата база, командирите ѝ получават телеграмата от Вашингтон, предупреждаваща ги за нападението.
Последните сцени на филма показват адмирал Ямамото, горчиво коментиращ факта, че атаката е изпреварила с близо час действителното обявяване на война – според него едва ли би имало нещо, което да разгневи американците повече. Филмовият герой цитира известната фраза „Чувствам, че всичко което направихме е, че събудихме един спящ гигант и го изпълнихме с ужасна решимост!“

## Актьорски състав
Във филма участват голям брой актьори, които не са точно „звезди“, с оглед ударението да се постави на историята, а не на играта на актъорите.
| Актьор          | Роля                                                                                     |
| --------------- | ---------------------------------------------------------------------------------------- |
| Мартин Болсъм   | Адмирал Хъсбанд Кимел, Главнокомандващ на Тихоокеанския флот на САЩ                      |
| Шо Ямамура      | Адмирал Исороку Ямамото Главнокамандващ на японския Обединен флот                        |
| Джоузеф Котън   | Хенри Стимсън, Секретар по отбраната                                                     |
| Тацуя Михаши    | Офицер Минору Генда, шабен офицер от 1-ви въздушен флот на военноморските сили на Япония |
| Е. Маршъл       | Полковник Руфъс Братън                                                                   |
| Джеймс Уитмор   | Вицеадмирал Уилям Холси                                                                  |
| Такахиро Тамура | Офицер Мицуо Фучида, командир на въздушна група от самолетоносача „Акаги“                |
| Ейджиро Тоно    | Вицеадмирал Чюичи Нагумо, Главнокомандващ на 1-ви въздушен флот                          |
| Джейсън Робардс | Генерал-лейтенант Уолтър Шорт, Главнокомандващ на американската армия на Хаваите         |
| Шого Шимада     | Адмирал Кичисабуро Намура, японски посланик в САЩ                                        |
| Франк Алетер    | Лейтенант Томас                                                                          |
| КореяСенда      | Фумимаро Коное, министър-председател на Япония                                           |
| Казуо Катамура  | Йосуке Мацуока, министър на външните работи на Япония                                    |
| Кейт Андис      | Генерал Джордж Маршал, началник-щаб на армията на САЩ                                    |
| Едуард Андрюс   | Адмирал Харолд Старк, началник на отдел „Военноморски операции“                          |
| Невил Бранд     | Лейтенант Камински                                                                       |
| Сусуму Фуджита  | контраадмирал Тамон Ямагучи, командир на 2-ра ескадрила                                  |
| Асао Учида      | Генерал Хидеки Тоджо, министър на отбраната на Япония                                    |
| Джордж Макрийди | Кордъл Хъл, Държавен секретар наСАЩ                                                      |
| Нормън Олдън    | Майор Труман Ландън                                                                      |

За пълния списък с актьорите, вижте страницата на IMDb .

## Реализация
Филмът е създаден като две отделни продукции – едната в САЩ, с режисьор Ричард Флайшър; а другата - в Япония. Японската продукция първоначално е режисирана от Акира Куросава, но след близо две години без резултат Туенти Сенчъри Фокс възлага проекта на Кинджи Фукасаку . Сценарият е написан от Ладислас Фараго, Лари Форестър, Рюзо Кикушима и Хидео Огуни, по книги на Гордън Прандж. Операторът Чарлз Уийлър е номиниран за Оскар. Във филма също така са правени и миниатюрни снимки, дело на Рей Келог. Музиката е композирана от Джери Голдсмит. Художникът Робърт Маккол създава няколко сцени за различните постери на филма.
Като съветници са привлечени голям брой от лицата (и от двете страни), взели участие в действителните действия през 1941 г. Голям е приносът на Минору Генда – човекът, който разработва плана за нападението над Пърл Харбър.
За снимките, на мястото на японските авионосци е използван американският самолетоносач „Йорктаун“. В ролята на японските изтребители А6М Зеро влизат силно модифицирани „Харвард“ (Т-6 Тексън) и учебни BT-13 „Валиънт“. Сцените с големия брой японски самолети са направени от Лин Гарисън, известен координатор на такъв род снимки, който използва за целта редица конверсии. Гарисън и Джак Кенъри използват за място на снимките съоръжения в района на Лос Анджелис. Други самолети, които са използвани в снимките, са хидроплани „Каталина“ и изтребители P-40 „Уорхоук“. Като цяло, снимките с въздушните сцени са доста сложни и могат да се сравняват с тези от филма „Битката за Британия“. Заснемането на катастрофата при кацането на един от бомбардировачите B-17 „Летяща крепост“ е наистина, като е използван самолет, който е имал проблеми с единия колесник. За финалните кадри на филма, когато американски самолетоносач влиза в пристанището на Пърл Харбър, е използван десантния съд „Триполи“.

### Исторически неточности
Основното предимство на филма е неговото безпристрастно придържане към историческите факти (или поне към тези, които са били известни до края на 60-те години). В „Тора! Тора! Тора!“ са допуснати много малко на брой неточности. Една от тях е на макета на японския самолетоносач „Акаги“. Във филма, мостикът на „Акаги“ е разположен на десния борд (нещо, което е типично за повечето самолетоносачи). В действителност обаче, японският кораб е бил едно от изключенията – мостикът му е бил откъм левия борд. Въпреки това, мостикът е изключително точно копие на този на истинския кораб.
Друга грешка е, че във филма всички японски самолети носят обозначителния знак на „Акаги“ (вертикална червена ивица, редом до червеното слънце – символът на Япония), а в действителност в нападението са участвали и самолети от други самолетоносачи, със свое собствено обозначение. Освен това, маркировката не показва идентификационните номера на самолетите, каквито те са имали по време на битката.
Кадрите с излитащите и кацащи самолети от палубите на корабите са снимани на борда на американския самолетоносач „Йорктаун“ (CVS-10) (приет на въоръжение през 1943 г.), който е нает от продуцентите на филма. Той доста се различава от който и да е от японските авионосци, участвали в атаката – неговата надстройка е доста по-голяма и има допълнителна палуба за приземяване, която е под ъгъл. Японските самолетоносачи са със сравнително малка надстройка и до края на войната нито един от тях не е имал такъв вид палуба.
В допълнение, в една от сцените адмирал Холси наблюдава учение от борда на кораб с носови номер 14. Адмиралът би трябвало да бъде на самолетоносача „Ентърпрайз“ (CV-6), а корабът с номер 14 всъщност е „Тикондерога“, който е приет на въоръжение през 1944 г. – 3 години след атаката на Пърл Харбър.
По време на сцената с японските ескадрили, навлизащи в небето на Оаху, на един от планинските склонове се забелязва малък кръст. Всъщност кръстът е издигнат след това, в чест на жертвите от атаката.
Фразата на адмирал Ямамото за спящия гигант, по всичко изглежда, че е художествена измислица. Продуцентът Елмо Уилямс твърди, че сценаристът Лари Форестър е намерил фразата в писмо на Ямамото до Адмиралтейството в Токио от 1943 г. Нито Форестър обаче, нито някой друг може да представи писмото или доказателство за съществуването на такова.

## Отзиви
Филмът се оказва пълен провал след излизането си по американските салони, макар че в същото време постига голям успех в Япония. По-късно през годините, все пак видеопродажбите осигуряват печалба като цяло.
Роджър Ибърт, в прегледа си на филмите за 1970 г., споделя, че „Тора! Тора! Тора!“ е „един от най-скучните и глупави блокбъстъри, правени някога“ и в допълнение критикува филма за слабата игра на актьорите и специалните ефекти. Списание Variety също намира филма за скучен, но все пак дава висока оценка за баталните сцени и значението на продукцията
Критиката бурно одобрява блестящите екшън сцени (в действителност, някои от следващите филми за Втората световна война като „The Final Countdown“ и „Мидуей“ използват сцени от „Тора! Тора! Тора!“) и почти перфектната документална точност. Филмът печели наградата на филмовата академия на САЩ за най-добри специални ефекти.
Понастоящем, филмът държи едно от най-високите места в класацията на съвременните критици и има 71% рейтинг на страницата Rotten Tomatoes.